# کتواسیدوز دیابتی
کتواسیدوز دیابتی (به انگلیسی: Diabetic ketoacidosis) یکی از عوارض حاد دیابت است. این عارضه با سه مشخصه بیوشیمیایی کتوز، اسیدوز و هایپرگلیسمی متمایز می‌شود. کتواسیدوز دیابتی می‌تواند به عنوان علامت اولیه در دیابت نوع یک بارز شود ولی معمولاً در بیماران تشخیص داده شده دیابت در موقعیت‌هایی که میزان انسولین خون کمتر از نیاز بدن است ایجاد می‌شود، همچون فراموش کردن دوز انسولین یا افزایش ناکافی دوز انسولین در وضعیت‌های استرس همچون بیماری و جراحی. کتواسیدوز دیابتی با علایم تنفس کاسمال، نفس با بوی کتون، تهوع و استفراغ، دهیدراسیون و درد شکم یا کاهش سطح هوشیاری خود را نشان می‌دهد. درمان این وضعیت درمانی تخصصی است که معمولاً نیاز به بستری اورژانس در بخش مراقبت‌های ویژه دارد. رکن اصلی درمان هیدراتاسیون و کنترل قند و اسیدوز است.